# Horace Aumont
Horace Henri Philippe Aumont (16. december 1839 i Hamborg – 7. februar 1864 i Slesvig by) var en dansk blomstermaler.
Han var søn af maleren Louis Aumont og hustru. Aumont kom til København 1842 sammen med sin far, blev uddannet som porcelænsmaler og fik ved G.F. Hetschs hjælp ansættelse på Den kongelige Porcelainsfabrik. 1861-63 udstillede han 5 blomsterstykker på Charlottenborg Forårsudstilling. Aumont blev som dansk værnepligtig soldat dødeligt såret i slaget ved Sankelmark i 2. Slesvigske Krig og døde i Slesvig. Han var ugift. Han var repræsenteret med værker på Raadhusudstillingen 1901.
Museumsberg Flensburg har et af hans blomsterstykker i samlingen (ca. 1860, inv. nr. 24842).

## Galleri
- Blomsterstilleben, ca. 1860